# Костел святого Лаврентія (Тайкури)
Костел святого Лаврентія — руїни католицького храму в селі Тайкури, Рівненської області.

## Історія
3 квітня 1614 року грамотою польського короля Сигізмунда III Вази (1566 – 1632) за клопотанням господаря Архіпа (від якого пішов рід Архіпкових) (- 1617) село було наділене статусом міста з Магдебурзьким правом, що передбачав будівництво укріпленого замку та релігійних споруд. У другій половині XVII століття, він переходить у власність Лаврентія Станіслава Пепловського (1652 – 1720), що зводить католицький костел (1710-й), а потім і православний храм (1731-й). 
За переказами, мисливський пес Пепловського шукаючи дичину, підстрелену хазяїном, вигріб із землі багатий золотий скарб. Щоб достойно віддячити провидінню за такий щедрий подарунок, шляхтич і побудував величний мурований костел. 
З 1939-го року костел не використовується.

## Архітектура
Орієнтований з сходу на захід однонефний храм з витягнутою апсидою з двома боковими капелами, з потужним, прикрашеним зовнішніми декоративними арками, муром, що утворює практично правильний прямокутник по периметру. У північно-західному куті оборонного храмового периметру розташована чотирипілонна, трьохаркова, виконана з того ж червоної цегли дзвіниця.
В інтер’єрі костелу все ще видно основні елементи архітектурного оформлення: пілястри, горизонтальні пояски, розскленований карниз зі складним набором профілів.

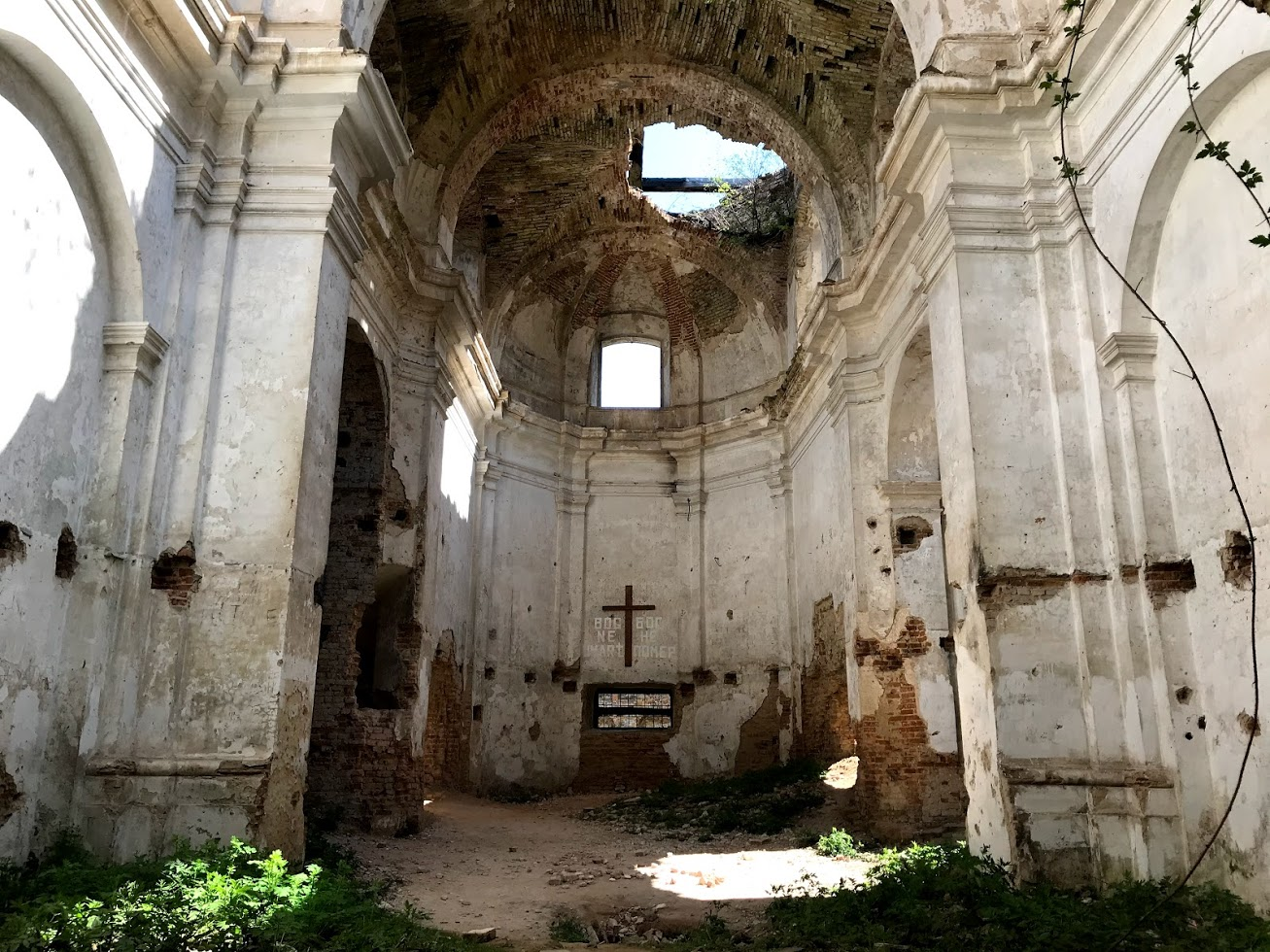
Інтер'єр
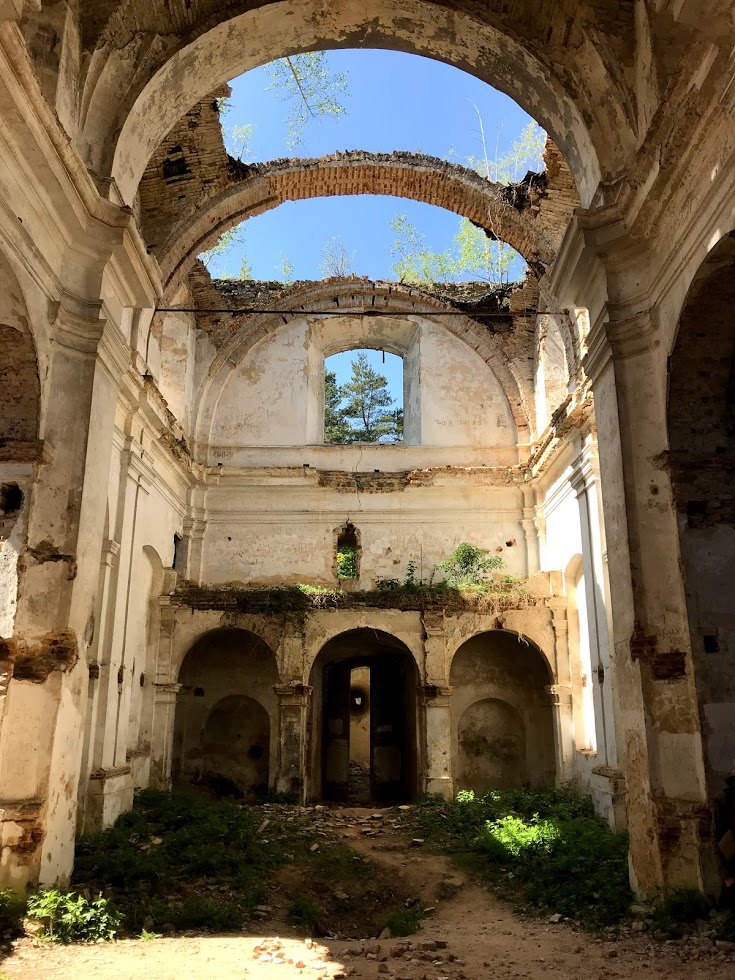
Інтер'єр
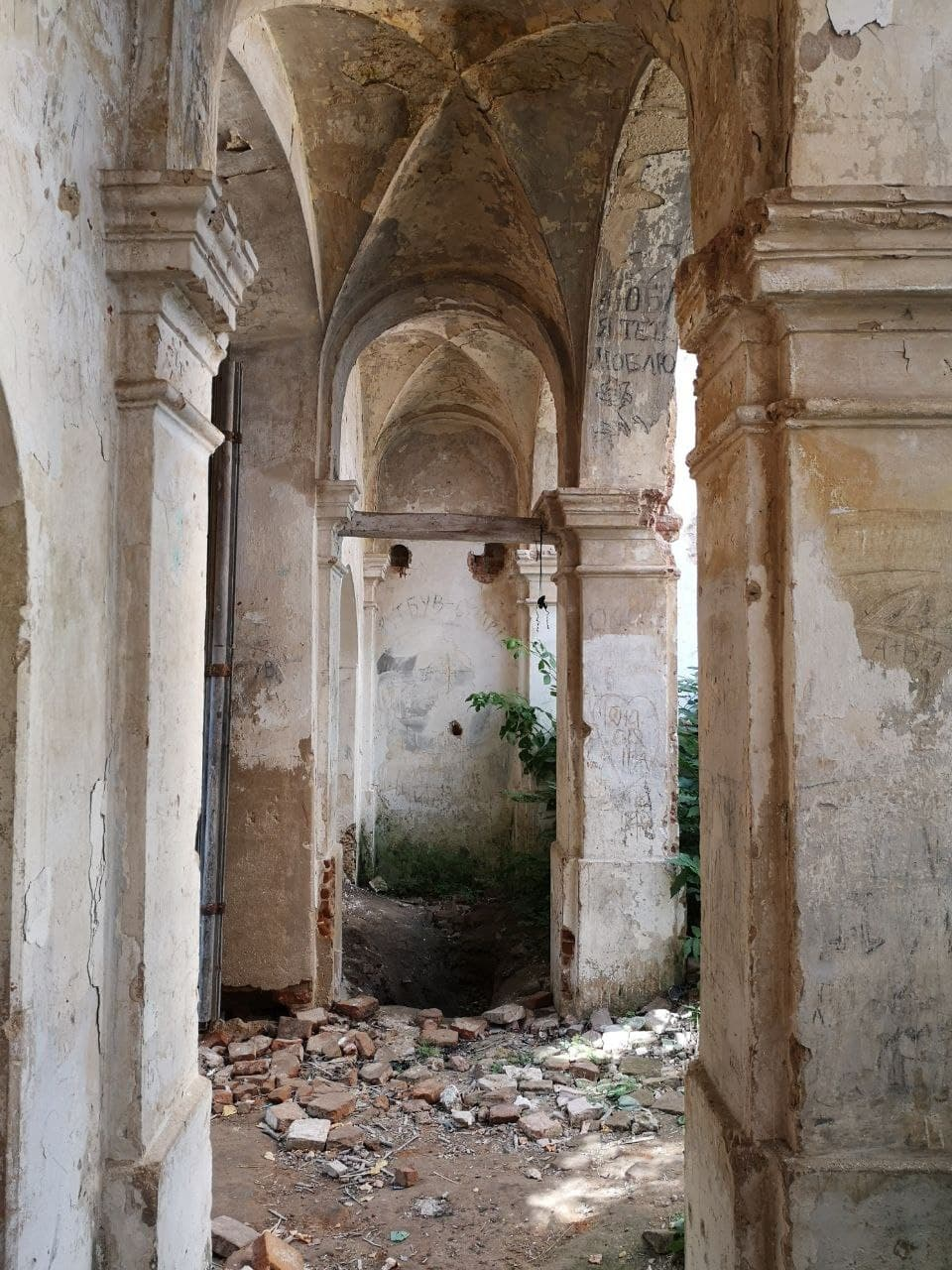
Колони
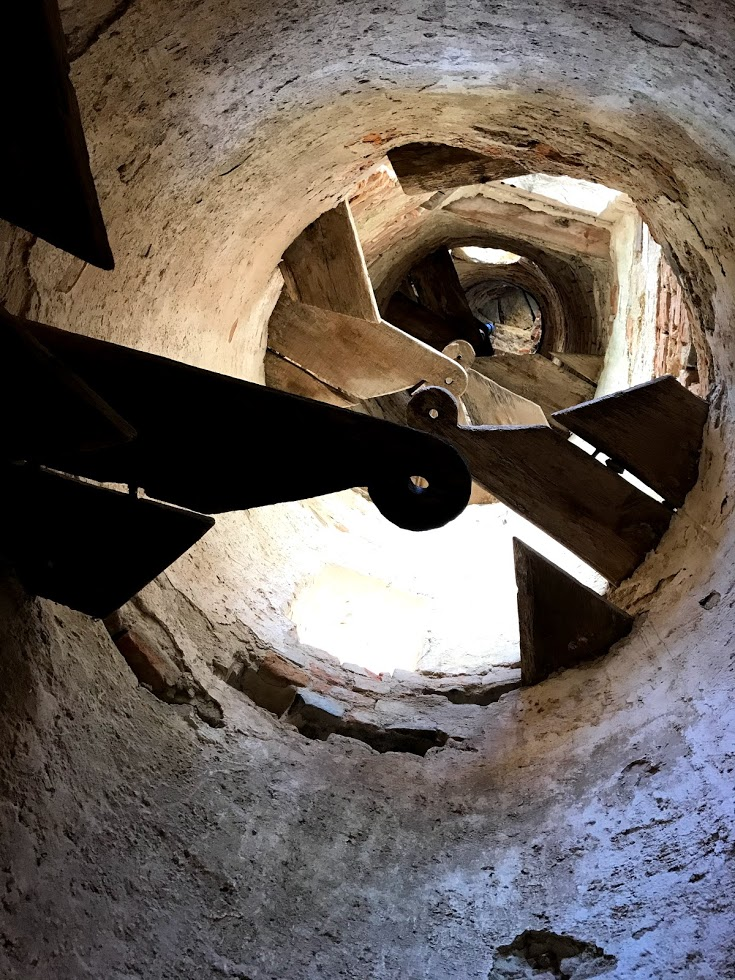
Сходи костелу

## Галерея

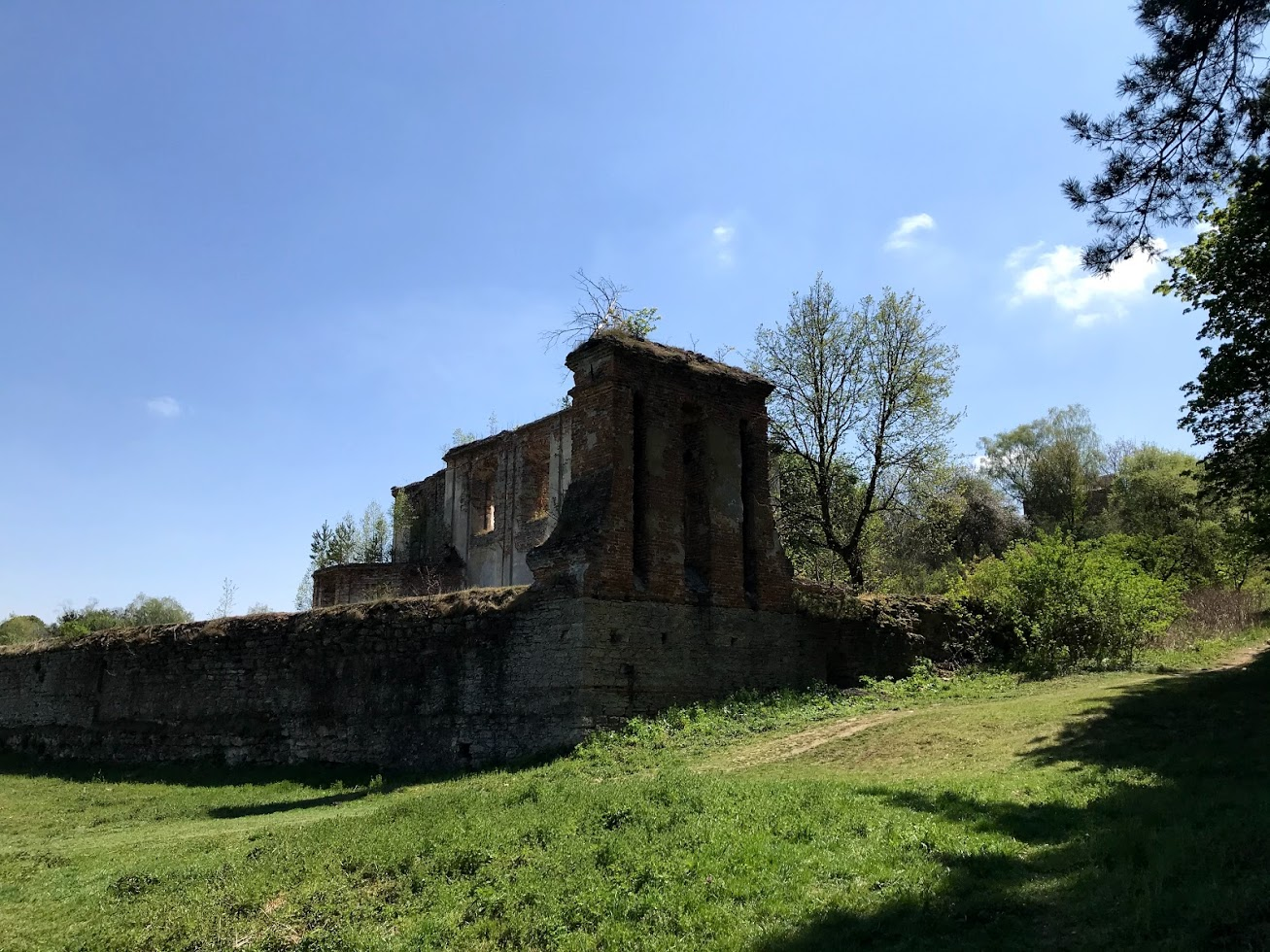
Собор в Тайкурах. Вид зверху
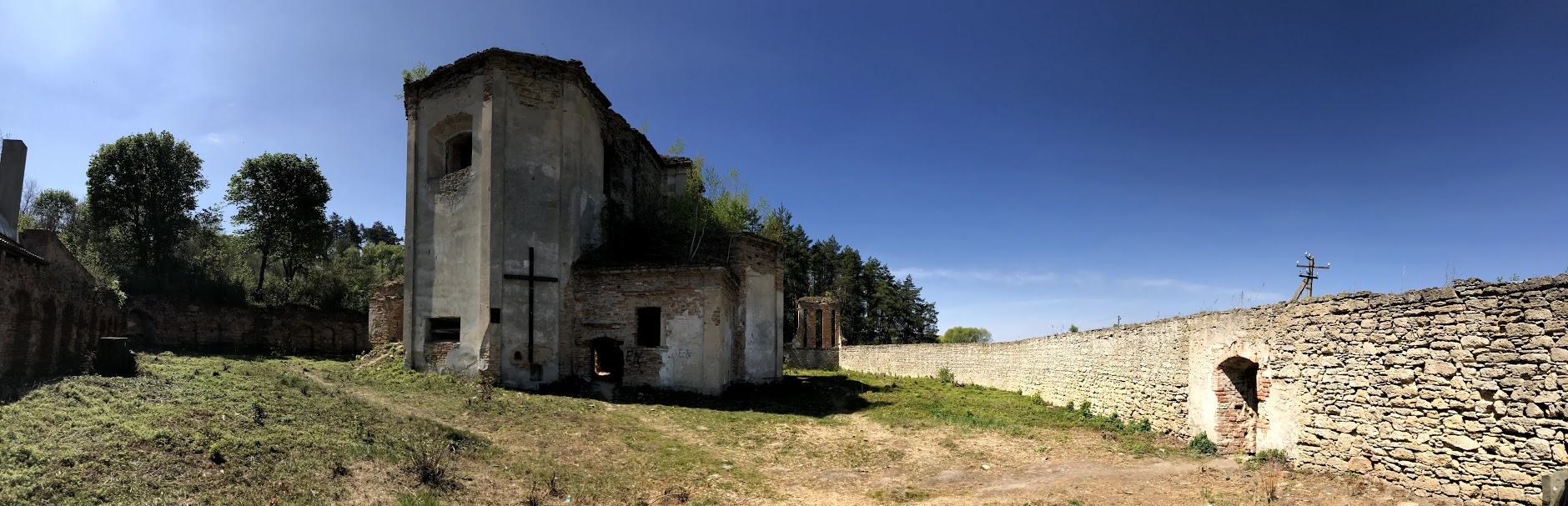
Собор в Тайкурах. Вид ззовні
- Собор в Тайкурах. Панорама